# دافيدي بيرونا
دافيدي بيرونا (بالإيطالية: Davide Perona)‏ ولد بتاريخ 4 يونيو 1968 في إيطاليا، هو دراج إيطالي سابق.

## روابط خارجية
- دافيدي بيرونا على موقع أرشيف الدراجات (الإنجليزية)
- دافيدي بيرونا على موقع إحصائيات الدراجات الإحترافية (الإنجليزية)
- دافيدي بيرونا على موقع CycleBase (الإنجليزية)